# Aplonis magna
Estorninho-de-biak ou estorninho-rabilongo-de-biak (Aplonis magna) é uma espécie de ave da família Sturnidae.
É endémica da Nova Guiné Ocidental na Indonésia.
Os seus habitats naturais são: florestas subtropicais ou tropicais húmidas de baixa altitude.